# NGC 1769
NGC 1769 (również ESO 85-EN23 lub LHA 120-N 11C) – mgławica emisyjna (również obszar H II) znajdująca się w gwiazdozbiorze Złotej Ryby. Nazwą tą określa się też powiązaną z nią gromadę otwartą. NGC 1769 należy do Wielkiego Obłoku Magellana. Wchodzi w skład dużego rejonu gwiazdotwórczego LMC-N11 (N11). Odkrył ją James Dunlop 6 listopada 1826 roku, obserwował ją też John Herschel 2 listopada 1834 roku.